# Peso argento
Peso argento es un álbum de estudio de Ricardo Iorio y Flavio Cianciarulo, publicado en 1997 por el sello discográfico Resiste!. 

## Detalles
El disco está compuesto por temas folclóricos y versiones de canciones escritas por ellos anteriormente. Si bien ambos artistas habían tenido previamente algunos acercamientos a este género, sus bandas se dedican al heavy metal y al pop rock y ska respectivamente. 
La mayoría de las canciones fueron compuestas para la ocasión, aunque «Mal bicho», «Gil trabajador» y «Cacique Yatel» corresponden a Los Fabulosos Cadillacs, Hermética y Hugo Giménez Agüero respectivamente. 
Participan en este disco también Rubén Patagonia y León Gieco. Se había previsto un segundo álbum de los dos artistas, el cual se habría titulado Titanes del pan con queso, pero el proyecto fue abandonado debido a la oposición de la compañía PolyGram.

## Lista de canciones
| N.º | Título                                | Escritor(es)                      | Duración |  |
| 1.  | «Allá en Tilcara»                     | Ricardo Iorio, Claudio Marciello  | 3:31     |  |
| 2.  | «Nacido y criado en el sur»           | Flavio Cianciarulo                | 4:03     |  |
| 3.  | «Río Paraná»                          | Ricardo Iorio                     | 3:50     |  |
| 4.  | «De Mandinga y remolinos»             | Ricardo Iorio, Claudio Marciello  | 2:22     |  |
| 5.  | «Mal bicho» (Los Fabulosos Cadillacs) | Flavio Cianciarulo                | 3:11     |  |
| 6.  | «Ramón, el indio hereje»              | Flavio Cianciarulo                | 5:03     |  |
| 7.  | «Cacique Yatel» (Hugo Giménez Agüero) | Hugo Giménez Agüero               | 3:16     |  |
| 8.  | «Gil trabajador» (Hermética)          | Ricardo Iorio                     | 3:05     |  |
| 9.  | «Para pocos de los muchos»            | Ricardo Iorio                     | 3:48     |  |
| 10. | «De mandadores y mandados»            | Flavio Cianciarulo, Ricardo Iorio | 2:46     |  |
| 11. | «Virgen de los muertitos»             | Flavio Cianciarulo                | 10:49    |  |

## Créditos
- Iorio y Flavio
- Ricardo Iorio - voz en «Allá en Tilcara», «Nacido y criado en el sur», «Río Paraná», «De Mandinga y remolinos», «Mal bicho», «Ramón, el indio hereje», «Cacique Yatel», «Gil trabajador», «Para pocos de los muchos» y «De mandadores y mandados».
- Flavio Cianciarulo - bajo; voz en «Mal bicho», «Cacique Yatel», «Gil trabajador» y «Virgen de los muertitos».

Músicos invitados
- Claudio Marciello - guitarra en «Allá en Tilcara», «Río Paraná», «De Mandinga y remolinos», «Ramón, el indio hereje» y «Cacique Yatel»; guitarra eléctrica en «Nacido y criado en el sur», «Mal bicho», «Gil trabajador», «Para pocos de los muchos» y «De mandadores y mandados».
- Rodolfo Márquez - batería en «Mal bicho», «Gil trabajador», «Para pocos de los muchos» y «De mandadores y mandados».
- Rubén Patagonia - voz en «Cacique Yatel»
- León Gieco - voz y armónica en «Río Paraná»
- Ariel Minimal - guitarra eléctrica en «Nacido y criado en el sur»
- Fernando Ricciardi - bombo legüero en «Allá en Tilcara», «Río Paraná», «De Mandinga y remolinos», «Ramón, el indio hereje»; batería en «Nacido y criado en el sur»; timbales y percusión en «Virgen de los muertitos».
- Álvaro Villagra - piano en «Río Paraná» y «Ramón, el indio hereje»; Charango en «Virgen de los muertitos»
- Jeremías Chauque - bombo y percusión en «Cacique Yatel»
- Vicentico - acordeón en «Ramón, el indio hereje»

Producción
- Álvaro Villagra - ingeniero de grabación excepto «Cacique Yatel»
- Gonzalo Villagra - ingeniero de grabación en «Cacique Yatel»
- Aníbal Rodríguez - asistente de grabación
- Pablo Vigo - asistente de grabación
- David Santos - masterización
- Pablo Vanasco - producción ejecutiva
- Santiago Chaumont - realización artística
- Javier Fernández de Luco - diseño gráfico
- Esteban Cavanna - prensa y difusión
- Marcelo "Tommy" Moya - coordinación